# Grădina Cinema Capitol
Teatrul de Vară Capitol din București a fost construit la începutul secolului al XX-lea (1916) după planurile arhitectului Nicolae Nenciulescu. Denumit inițial „Teatrul de vară Alhambra”, el este clasat ca monument istoric (cod LMI B-II-m-B-19202). 
Clădirea a fost realizată în stil eclectic, iar lucrările de stucatură, cariatidele și statuile au fost executate din ghips de sculptorul Spiridon Georgescu.
În anul 1948, clădirea a fost naționalizată de către regimul comunist și în 1960 a primit numele de I. C. Frimu. Fiind grav afectat din cutremurul din 1977, imobilul a trecut prin reparații și modificări care au permis redeschiderea și funcționarea cinematografului până după Revoluție. Ansamblul care include cinematograful și grădina de vară a fost închis în 1991, după ce a intrat în patrimoniul Ministerului Culturii, care îl administrează prin România Film (RADEF), iar de atunci nu s-a mai făcut nicio investiție în acest spațiu. Declarată monument istoric în 2004, clădirea a fost lăsată în paragină vreme de 30 de ani. În vara anului 2021, pe 26 august, a fost redeschisă publicului, după o serie lucrări de curățire realizate de Petrică Paraschiv, vicepreședintele asociației „Teatrul Independent Elisabeta“, fără a avea toate aprobările necesare pentru lucrări la monumente istorice.